# Volume 3º
Volume 3º è il terzo album in studio del cantautore italiano Fabrizio De André, pubblicato nel 1968. Nell'edizione in cassetta pubblicata dalla Belldisc (TC 1007) il titolo venne cambiato in Fabrizio De André 2 e successivamente nella ristampa della Produttori Associati (PA 1007) in La canzone di Marinella.

## Storia
Con il titolo di questo disco, De André riprende la titolazione cronologica delle sue pubblicazioni, saltata dall'album Tutti morimmo a stento (che pure nelle prime stampe riportava in copertina l'indicazione aggiuntiva "Volume 2°", alla stregua dei 33 giri precedente e successivo).
Come ha raccontato Roberto Dané, dopo Tutti morimmo a stento De André era entrato in crisi sul da farsi e, prima che Dané gli proponesse l'idea di un nuovo concept album (idea che si sarebbe concretizzata con La buona novella), realizzò un disco con varie reincisioni di canzoni già pubblicate con la Karim, alternate a quattro brani inediti: tra questi, due traduzioni da Georges Brassens, Il gorilla e Nell'acqua della chiara fontana, un sonetto di Cecco Angiolieri messo in musica, S'i' fosse foco, ed un brano presentato come "tradizionale francese del XIV secolo", Il re fa rullare i tamburi, che anni prima era stata incisa nella lingua d'origine da Yves Montand (e da quella versione è ripreso l'arrangiamento per clavicembalo utilizzato nel disco). Si tratta in realtà di un brano di musica barocca, Le roi a fait battre tambour, ou La marquise empoisonnée, di autore e compositore anonimo, risalente a circa il 1750 e forse ispirato alla vicenda di Madame de Montespan; questo mostra qualche approssimatività nelle fonti di De André, o forse la sua volontà di riportare il brano al Medioevo. 
Gli arrangiamenti sono sempre di Gian Piero Reverberi, che aveva seguito anche le prime registrazioni dei brani reincisi.
Negli inediti di questo album, dunque, De André rinsalda ancor più la sua ispirazione per Brassens e per la musica francese, che già aveva caratterizzato parte della produzione Karim e di Vol. 1º; d'altra parte con la messa in musica della poesia del "maledetto" ante-litteram Angiolieri, tra i maggiori poeti del Medioevo italiano, compie l'impresa, che rimarrà l'unica della sua intera carriera, di musicare una poesia della tradizione italiana.
L'album verrà ristampato dalla Produttori Associati nel 1970 con il titolo Volume n. 3, numero di catalogo PA/LPS 33 e la canzone Il pescatore (allora appena uscita su singolo) al posto de Il gorilla. Dal 1971 fu ripristinata la tracklist originale.
Il 20 novembre 2009 è uscita un'edizione a tiratura limitata in vinile colorato blu (Sony RCA LP 88697615141).

## Tracce
Testi e musiche sono di Fabrizio De André, eccetto dove indicato.
Lato A
1. La canzone di Marinella – 3:20
2. Il gorilla (Titolo originale: Le Gorille) – 2:59 (testo: adattamento italiano di Fabrizio De André – musica: Georges Brassens)
3. La ballata dell'eroe – 2:35
4. S'i' fosse foco – 1:14 (testo: Cecco Angiolieri – musica: Fabrizio De André e Gian Piero Reverberi[7])
5. Amore che vieni amore che vai – 2:50

Durata totale: 12:58
Lato B
1. La guerra di Piero (feat. Musica: Vittorio Centenaro:) – 3:04
2. Il testamento – 3:47
3. Nell'acqua della chiara fontana (Titolo originale: Dans l'eau de la claire fontaine) – 2:20 (testo: adattamento italiano di Fabrizio De André – musica: Georges Brassens)
4. La ballata del Miché – 2:55 (testo: Clelia Petracchi)
5. Il re fa rullare i tamburi (tratta da un brano tradizionale francese del XVII secolo) – 3:14

Durata totale: 15:20

## Le canzoni

### Il gorilla [Le gorille]
Il brano è la traduzione di Le gorille, una delle prime composizioni di Georges Brassens, da lui incisa nel 1952. In un live a Napoli nel 1993, lo stesso De André introduce così la canzone: "Brassens la scrisse a ghigliottina funzionante. Cela un significato molto profondo sulla ingiustizia della pena di morte. La sentenza ingiusta, se una persona è in vita, si può sempre modificare, ma se la persona viene punita con la pena di morte, non è più possibile."

### S'i' fosse foco
Adattamento musicale ad opera di De André del famoso sonetto di inizio Trecento S'i' fosse foco di Cecco Angiolieri.

### Nell'acqua della chiara fontana (Dans l'eau de la claire fontaine)
Traduzione di un altro celebre brano di Brassens, pubblicato dall'autore francese nel 1961.

### Il re fa rullare i tamburi
Interpretazione dell'autore di ciò che viene presentato come un "canto popolare francese del XVII secolo", Le Roi a fait battre tambour. L'indicazione è errata: si tratta infatti di un brano di musica barocca molto più tardo (risale a circa il 1750). Il brano è stato inciso in francese anche dal cantante italo-francese Yves Montand nell'album Chansons populaires de France (1963), e da questa versione deriva chiaramente quella di De André, sia per l'esecuzione al clavicembalo sia per le stesse pause ritmiche.. Il brano è stato inciso anche dalla cantante greca Nana Mouskouri nel suo album Vieilles chansons de France.

## Classifiche
Album
| Anno | Classifica              | Posizione raggiunta |
| ---- | ----------------------- | ------------------- |
| 1969 | Hit parade Italia Album | 1                   |